# Los Montes

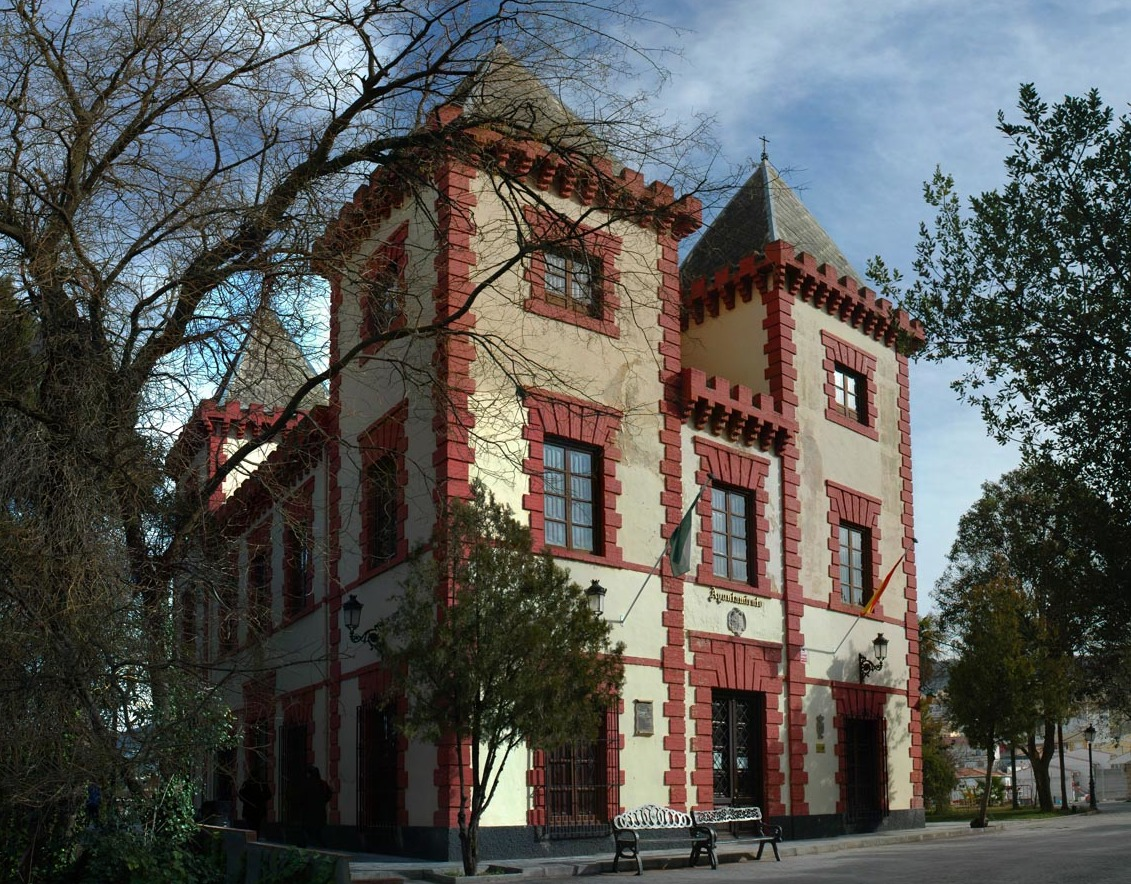
Edificio del ayuntamiento de Deifontes

Los Montes es una comarca española situada en la parte septentrional de la provincia de Granada. Este territorio limita con la comarcas granadinas de Baza al noreste, Guadix al este y sur, la Vega de Granada al sur, y Loja al oeste, así como con las comarcas jienenses de la Sierra Sur al noroeste, Sierra Mágina al norte, y Sierra de Cazorla al noreste.
Está formada por diecinueve municipios, de los cuales el más poblado y extenso es Iznalloz; por el contrario, el municipio con menor número de habitantes es Gobernador, y el de menor superficie es Dehesas Viejas. Su capital tradicional e histórica es la villa de Iznalloz.
Como el resto de las comarcas granadinas, sólo está reconocida a nivel geográfico pero no a nivel político.

## Geografía
Cabe destacar que, en la parte más oriental de la comarca, se encuentra la zona o subcomarca de los Montes Orientales.
La subcomarca de los Montes Orientales se encuentra situada en la parte nororiental, ocupando algo más de 1400 km², que se extienden desde los ríos Fardes y Guadiana Menor hasta el río Frailes. Su principal sistema montañoso, situado al este, es la Sierra Arana, un doble alineamiento calizo anticlinal de 30 km de longitud, con una altitud media de 1200 m s. n. m., siendo su cota más alta el Cerro o Peñón de la Cruz, con 2.030 m s. n. m.

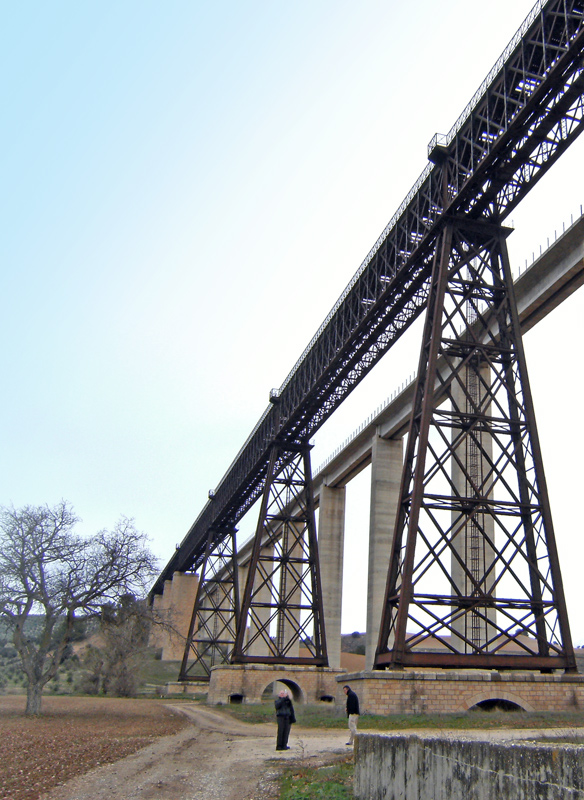
Puente del Hacho, entre Guadahortuna y Alamedilla

Se subdivide en la subcomarca de Iznalloz (capital comarcal), en la zona de transición con la parte occidental, y la subcomarca de Pedro Martínez más hacia el este. Destaca un paisaje dominado por las colinas con agricultura tradicional, con herbáceos mayormente, junto con la montaña y algunas lomas con vegetación natural y repoblada, aunque también cultivadas (sobre todo hacia el oeste, donde aparece un mayor número de cultivos leñosos). Existen igualmente algunas llanuras irrigadas (ríos Cubillas y Guadahortuna). Todos los núcleos de población de la comarca se encuentran por encima de los 630 m s. n. m. y catorce de ellos superan los 1000. La altitud media es de 942,2; siendo Villanueva de las Torres quien se asienta sobre menor altura (633 m) y Torre-Cardela (1.217) la que lo hace sobre la mayor.
En consonancia con su relieve y la cercanía del mar, cuenta con un clima mediterráneo-continental, que presenta elementos de influencia mediterránea semejantes a zonas como la levantina, junto con otros más propios de la meseta central. Se producen inviernos largos y fríos y, en el extremo, veranos igualmente largos y calurosos. Las precipitaciones son escasas (menos de 600 l) y de distribución desigual, descendiendo de oeste a este: 700 mm/año en Iznalloz, 300 mm/año en Pedro Martínez. La temperatura media anual es de 15 °C, oscilando entre los 6 a 7 °C en enero y los casi 26 °C de media en julio.

## Municipios
Esta comarca está formada por los siguientes municipios:
|                          | Municipio                | Superficie   | Población (2019) | Densidad       | Ayto. (2019) | Pedanías |
| ------------------------ | ------------------------ | ------------ | ---------------- | -------------- | ------------ | --- |
| Alamedilla               | Alamedilla               | 90,71 km²    | 574 hab.         | 6,32 hab./km²  | PSOE         | El Hacho, Los Oqueales, El Peñón y Rambla de los Lobos                                                                    |
| Alicún de Ortega         | Alicún de Ortega         | 22,83 km²    | 480 hab.         | 21,02 hab./km² | PSOE         | - |
| Benalúa de las Villas    | Benalúa de las Villas    | 21,65 km²    | 1.066 hab.       | 49,23 hab./km² | PP           | - |
| Campotéjar               | Campotéjar               | 35,81 km²    | 1.237 hab.       | 34,54 hab./km² | PSOE         | - |
| Colomera                 | Colomera                 | 111,98 km²   | 1.309 hab.       | 11,68 hab./km² | PSOE         | Cauro |
| Dehesas de Guadix        | Dehesas de Guadix        | 56,95 km²    | 419 hab.         | 7,35 hab./km²  | PSOE         | - |
| Dehesas Viejas           | Dehesas Viejas           | 13,72 km²    | 705 hab.         | 51,38 hab./km² | IU           | - |
| Deifontes                | Deifontes                | 40,48 km²    | 2.627 hab.       | 64,89 hab./km² | IU           | - |
| Domingo Pérez de Granada | Domingo Pérez de Granada | 48,93 km²    | 890 hab.         | 18,18 hab./km² | PSOE         | Cañatabla y Cotílfar |
| Gobernador               | Gobernador               | 23,00 km²    | 233 hab.         | 10,13 hab./km² | PSOE         | Delgadillo |
| Guadahortuna             | Guadahortuna             | 121,24 km²   | 1.935 hab.       | 15,96 hab./km² | PSOE         | - |
| Iznalloz                 | Iznalloz                 | 247,63 km²   | 5.134 hab.       | 20,73 hab./km² | PSOE         | Barcinas, Cueva del Agua, Faucena, El Frage, Llano de la Corona, Los Montalbanes, Onítar, Poloria, Terre y Venta de Andar |
| Montejícar               | Montejícar               | 87,73 km²    | 2.113 hab.       | 24,08 hab./km² | PSOE         | - |
| Montillana               | Montillana               | 75,17 km²    | 1.189 hab.       | 15,81 hab./km² | Cs           | Trujillos |
| Morelábor                | Morelábor                | 38,56 km²    | 607 hab.         | 15,74 hab./km² | PSOE         | Estación de Moreda, Laborcillas y Moreda (capital del municipio)                                                          |
| Pedro Martínez           | Pedro Martínez           | 136,87 km²   | 1.107 hab.       | 8,08 hab./km²  | PSOE         | - |
| Píñar                    | Píñar                    | 125,72 km²   | 1.138 hab.       | 9,05 hab./km²  | IU           | Bogarre |
| Torre-Cardela            | Torre-Cardela            | 15,19 km²    | 736 hab.         | 48,45 hab./km² | PP           | - |
| Villanueva de las Torres | Villanueva de las Torres | 66,89 km²    | 582 hab.         | 8,70 hab./km²  | PSOE         | - |
|                          | TOTAL                    | 1.381,06 km² | 24.081 hab.      | 17,43 hab./km² |              | |